# Gmina Przytuły
Gmina Przytuły je polská vesnická gmina v okrese Łomża v Podleském vojvodství. Sídlem gminy je ves Przytuły. Ke gmině kromě vesnice Przytuły patří dalších 19 vesnic a osad.

## Vesnice a osady
Pod venkovskou gminu Przytuły (celkem 2 198 obyvatel) spadají kromě samotných Przytuł následující místa: Bagienice, Borawskie, Chrzanowo, Doliwy, Gardoty, Grzymki, Kubra-Przebudówka, Mieczki, Mroczki, Nowa Kubra, Obrytki, Pieńki Okopne, Przytuły-Kolonia, Przytuły-Las, Stara Kubra, Supy, Trzaski, Wagi, Wilamowo.